# Aranyos rezgőgomba
Az aranyos rezgőgomba (Tremella mesenterica) a rezgőgombafélék családjába tartozó, a korhadó faanyagot lebontó gombákon élősködő, nem ehető gombafaj.

## Megjelenése
Az aranyos rezgőgomba termőtestjének alakja szabálytalanul lebenyes-ráncos-tekervényes vagy agyvelőszerű. Hossza 1-5 (10) cm, szélessége 2–4 cm, magassága 1–4 cm. A ráncok felszíne sima. Színe fiatalon arany- vagy citromsárga, idősebben halványabb; néha áttetszően fehér. Felülete többé-kevésbé fénylő. Aszályos időben méretének töredékére zsugorodik össze.
Húsa puha, kocsonyaszerű. Idősen megpuhul és szinte szétfolyik. Íze és szaga nem jellegzetes.
Termőrétege a lebenyek felszínén található. Spórapora fehéres vagy sárgásfehér. A spórák ellipszis alakúak, sima felszínűek, méretük 7-16 x 6-10 mikrométer. 

### Hasonló fajok
Hasonlít hozzá a fenyő korhadékán növő narancssárga gümőgomba vagy a nagyobb, ehető fodros rezgőgomba és vörösbarna színű, nem ehető bükk-álrezgőgomba.

## Elterjedése és termőhelye
Az egész világon elterjedt faj. Magyarországon gyakori.
Lombos fák lehullott ágain, korhadó faanyagán található meg. Egész évben terem, de elsősorban esős időszakokban lehet találkozni vele. Leginkább lombhullás után, késő ősszel és télen feltűnő. Bár a korhadó ágakon látható, nem annak anyagával táplálkozik, hanem az azt lebontó Peniophora gombának a parazitája.
Nem mérgező, de étkezésre nem alkalmas.

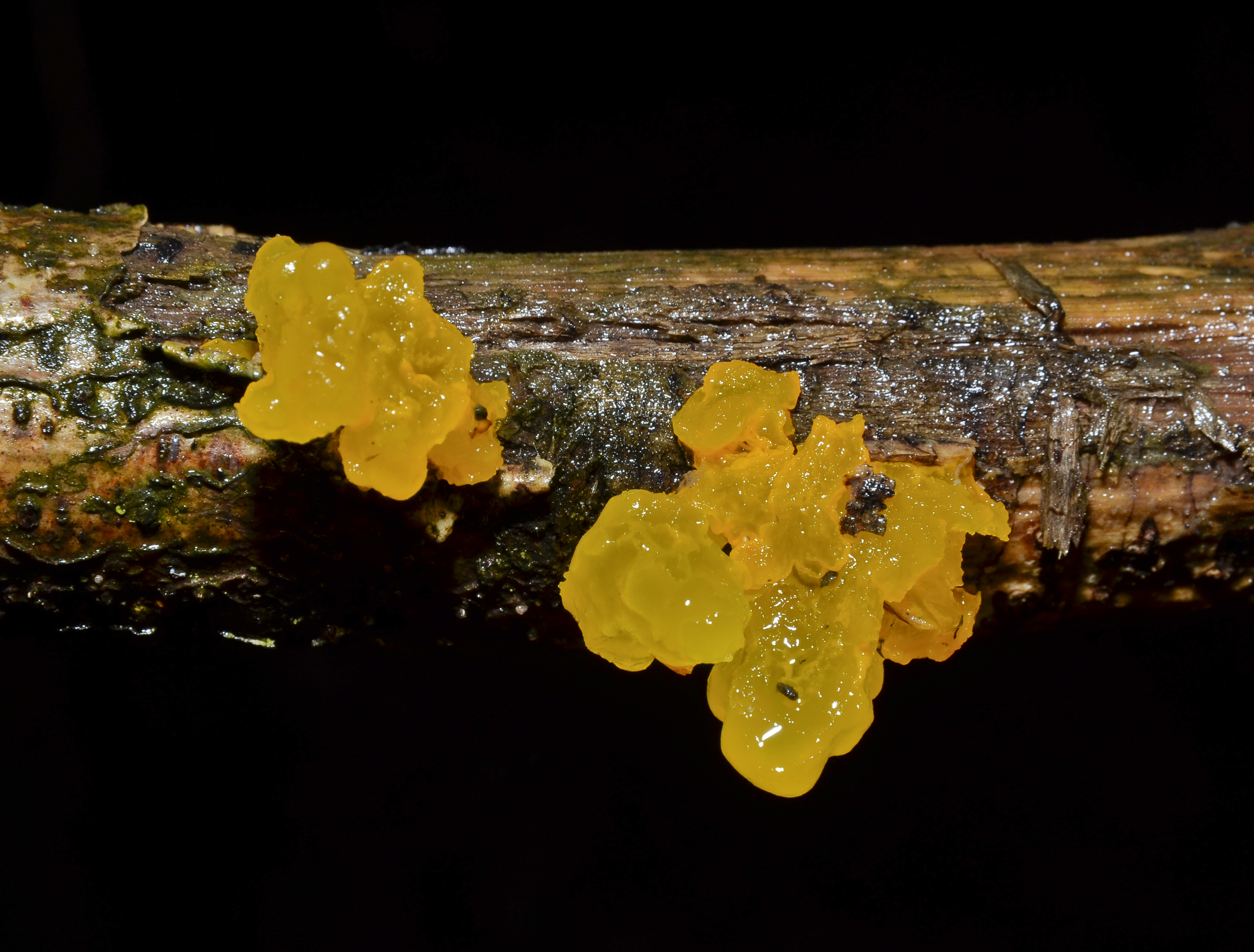
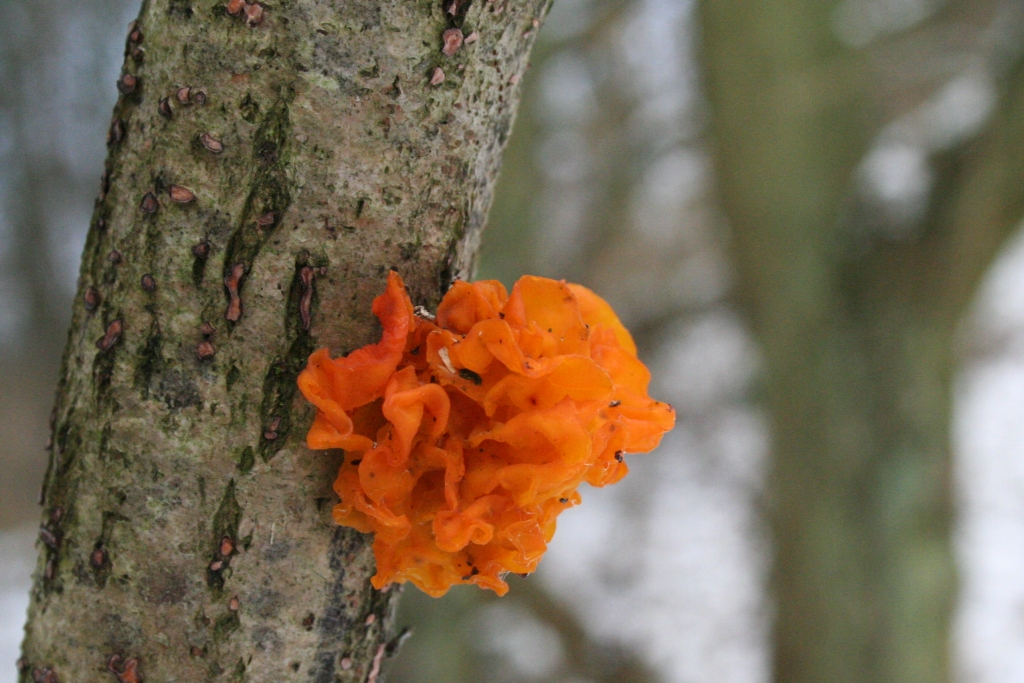
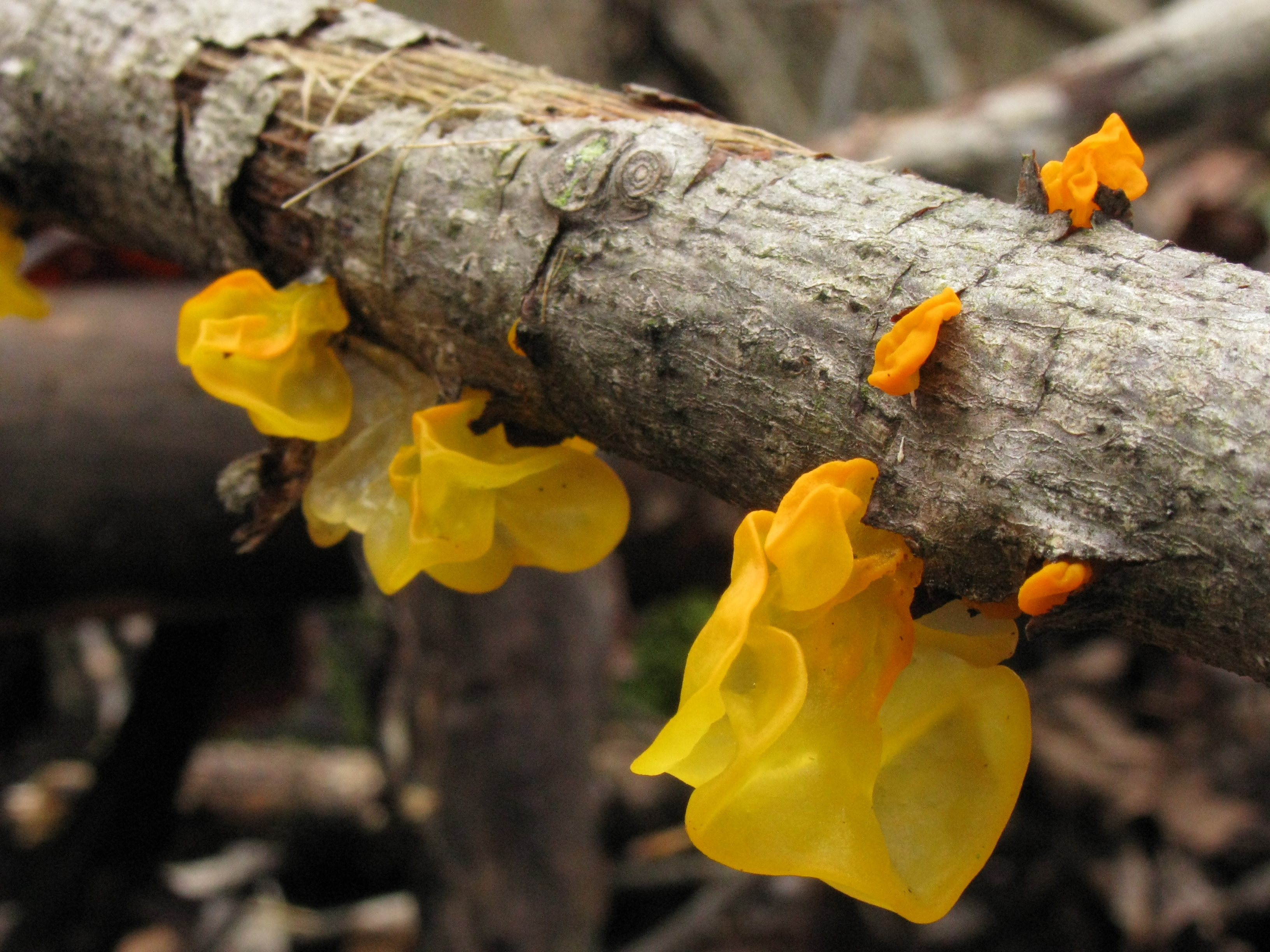
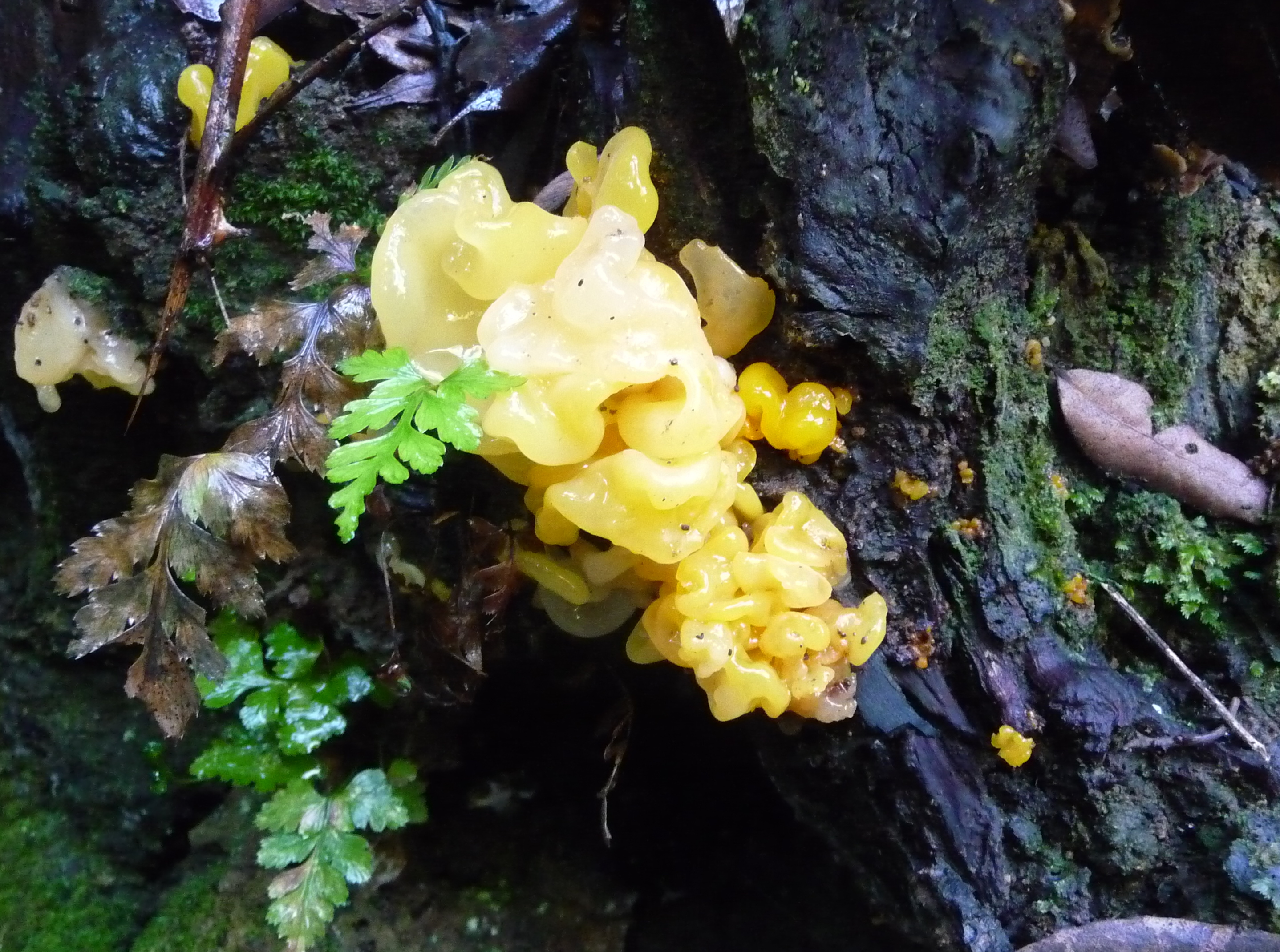